# Ha'apai

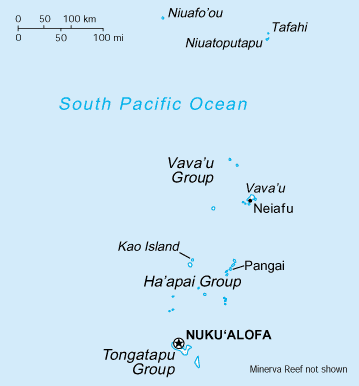
Lägeskarta, Ha'apai i nedre delen

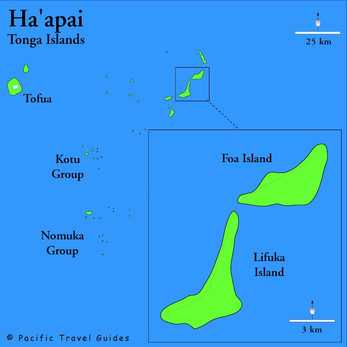
Ha'apaiöarna

Ha'apai eller Ha'apaiöarna (tonganska Ha'apai, även Ha'abai) är en ögrupp som tillhör Tonga i södra Stilla havet.

## Geografi
Ha'apaiöarna ligger cirka 150 kilometer norr om Tongatapu.
Öarna är mestadels korallöar men det finns även några av vulkaniskt ursprung. Ögruppen har en sammanlagd areal om cirka 109,98 km² och består av ett 60-tal större öar varav endast 17 är bebodda. Öarna är fördelade på 3 ögrupper:

### Lifukaöarna
Ögruppen består av 20-tal öar varav de bebodda är
- Lifuka, huvudön, cirka 11,42 km², cirka 3 000 invånare
- Foa, cirka 13,39 km², cirka 1 500 invånare
- Fotuha'a, cirka 1,14 km², cirka 150 invånare
- Ha'ano, cirka 6,58 km², cirka 500 invånare
- Lofanga, cirka 1,45 km², cirka 150 invånare
- Mo'unga'one, cirka 1,17 km², cirka 150 invånare
- Uiha, cirka 5,36 km², cirka 700 invånare

Samt de mindre och obebodda öarna:

- Fatumanongi
- Nukunamo
- Hakauata
- Limu
- Luahoko
- Luangahu
- Meama
- Niniva
- Nukupule
- Ofolanga
- Uoleva
- Uonukuhahake
- Tofanga
- Uonukuhihifo
- Tatafa

Förvaltningsmässigt ingår även de obebodda och aktiva vulkanöarna Kao (ca 11,6 km²) och Tofua (ca 55,63 km²) cirka 80 km väster om Lifuka i ögruppen.

### Kotuöarna
Ögruppen kallas även Lulungaöarna. Öarna ligger cirka 40 km sydväst om Lifuka och består av 30-tal öar varav de bebodda är
- Ha'afeva, huvudön, cirka 1,81 km², cirka 250 invånare
- Kotu, cirka 0,34 km², cirka 200 invånare
- Matuku, cirka 0,34 km², cirka 100 invånare
- 'O'ua, cirka 0,98 km², cirka 150 invånare
- Tungua, cirka 1,53 km², cirka 250 invånare

Samt de mindre och obebodda öarna:

- Fakahiku
- Fetoa
- Fonuaika
- Foua
- Fonuamaka
- Kolo
- Kito
- Leteoʻo
- Lekeleka
- Luanamo
- Nukulei
- Onoiki
- Pepea
- Putuputua
- Teaupa
- Tokulu

### Nomukaöarna
Ögruppen kallas även ʻOtu Muʻomuʻaöarna. Öarna ligger cirka 60 km sydväst om Lifuka och består av 20-tal öar varav de bebodda är:
- Nomuka, cirka 7,12 km², cirka 500 invånare
- Fonoifua, cirka 0,39 km², cirka 100 invånare
- Mango, cirka 0,65 km², cirka 100 invånare
- Nomukeiki, cirka 0,68 km², obebodd

Samt de mindre och obebodda öarna:

- Fetokopunga
- Kelefesia
- Lalona
- Loto
- Mangoiki
- Meama
- Muifuiva
- Nomuka iki
- Nuku
- Nukufaiau
- Nukutula
- Puhoʻava
- Tanoa
- Tau
- Tefisi
- Tele-ki-Vavaʻu
- Tele-ki-Tonga
- Tonumea

Den högsta höjden är vulkantoppen på ön Kao på cirka 1 046 m ö.h. vilken även är den högsta höjden i Tonga.
Befolkningen uppgår till cirka 7 500 invånare där cirka 3 000 bor på huvudön Lifuka och huvudorten Pangai på öns västra del. Förvaltningsmässigt utgör ögruppen distriktet Ha'apai division och är ytterligare indelad i flera kommuner.
Ögruppens flygplats Pilolevu (Lifuka Island Airport, även kallad Salote Pilolevu Airport, flygplatskod "HPA") ligger på Lifukas nordligaste del och har kapacitet för lokalt flyg. Det finns även regelbundna färjeförbindelser med Tongatapu och Vava'u.

## Historia
Tongaöarna beboddes av polynesier sedan 2000-talet f.Kr. under Lapitakulturen och Ha'apai har alltid varit del i det Tonganska imperiet. Lifuka var tidigare huvudsätet för den tonganske monarken och än idag finns ett palats här. Ön Nukunamo mellan Foa och Ha'ano är i kungens private ägo. En rad fornlämningar som till exempel begravningsplatsen på Uiha och monumentet "Makahokovalu" på Uihas norra del vittnar om denna tid.
Den nederländske upptäcktsresande Abel Tasman blev den 21 januari 1643 den första europé att besöka Ha'apai. Brittiske James Cook besökte öarna 1774 och 1777 och namngav dem då "Friendly Islands".
Den 28 april 1789 utbröt myteriet på Bounty under Fletcher Christian strax sydväst om Tofua där den avsatte kapten William Bligh sattes i en livbåt i havet.
1854 evakuerades Tofua efter beslut av kung George Tupou I inför ett hotande vulkanutbrott.
Ögruppen är den minst exploaterade i Tonga med ett fåtal hotell.